# Panturkismus

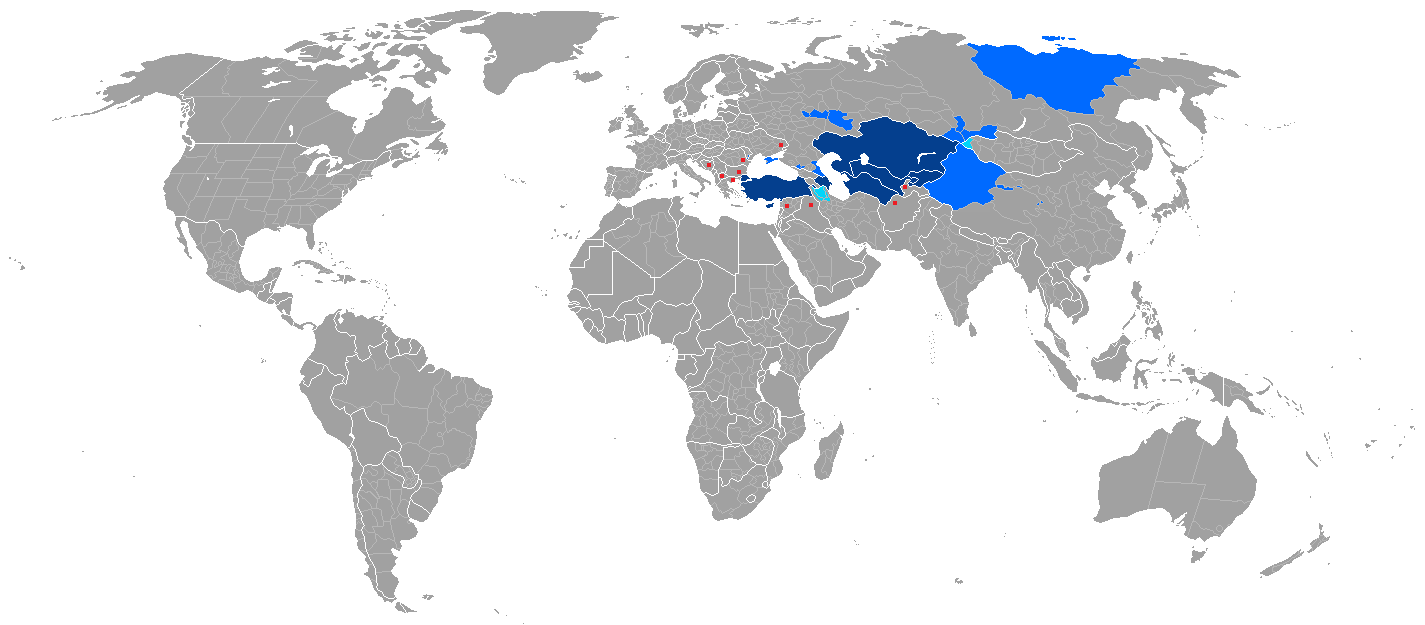
Státy a autonomní oblasti, ve kterých je úředním jazykem některý z turkických jazyků

Panturkismus je označení politického hnutí, usilujícího o sjednocení všech turkických národů do jednoho politického celku. 

## Historie
Hnutí se zformovalo v druhé polovině 19. století, nejdříve v opozici proti územní expanzi Ruské říše.